# NGC 4605
NGC 4605 is een balkspiraalstelsel in het sterrenbeeld Grote Beer. Het hemelobject ligt 15,3 miljoen lichtjaar van de Aarde verwijderd en werd op 19 maart 1790 ontdekt door de Duits-Britse astronoom William Herschel.
Vanwege de eigenaardige vorm van het sterrenstelsel heeft NGC 4605 de bijnaam Fabergé-ei sterrenstelsel gekregen (Fabergé-egg galaxy).

## Synoniemen
- UGC 7831
- MCG 10-18-74
- ZWG 293.31
- KARA 543
- IRAS 12378+6152
- PGC 42408